# Martin Vunk
Martin Vunk (ur. 21 sierpnia 1984 w Tartu) – estoński piłkarz grający na pozycji środkowego pomocnika.

## Kariera klubowa
Karierę piłkarską Vunk rozpoczął w klubie Pärnu Tervis. W 2001 roku awansował do kadry pierwszego zespołu i w tamtym roku zadebiutował w jego barwach w pierwszej lidze estońskiej. Jeszcze w tym samym roku odszedł do FC Kuressaare, a w 2002 roku został zawodnikiem Flory Tallinn. Zdobył z nią Superpuchar Estonii i wywalczył mistrzostwo kraju, a w 2003 roku odszedł do klubu Valga Warrior. W 2005 roku wrócił do Flory. W latach 2007–2008 był z nią wicemistrzem kraju. Z Florą zdobył też Puchar Estonii w 2008 roku.
W 2010 roku Vunk został zawodnikiem szwedzkiego drugoligowca, Syrianska FC. Swój debiut w nim zanotował 15 maja 2010 w przegranym 2:5 wyjazdowym meczu z GIF Sundsvall. Na koniec 2010 roku wywalczył z Syrianską awans do pierwszej ligi.
W 2011 roku Vunk zmienił klub i został piłkarzem cypryjskiego klubu Nea Salamina.
| Sezon   | Klub           | Kraj    | Rozgrywki                 | Mecze | Bramki |
| ------- | -------------- | ------- | ------------------------- | ----- | ------ |
| 2001    | Pärnu Tervis   | Estonia | Meistriliiga              | 21    | 1      |
| 2001    | FC Kuressaare  | Estonia | Meistriliiga              | 4     | 0      |
| 2002    | Flora Tallinn  | Estonia | Meistriliiga              | 1     | 0      |
| 2003    | Valga Warrior  | Estonia | Meistriliiga              | 26    | 1      |
| 2004    | Valga Warrior  | Estonia | Meistriliiga              | 22    | 4      |
| 2005    | Flora Tallinn  | Estonia | Meistriliiga              | 17    | 3      |
| 2006    | Flora Tallinn  | Estonia | Meistriliiga              | 26    | 4      |
| 2007    | Flora Tallinn  | Estonia | Meistriliiga              | 8     | 3      |
| 2008    | Flora Tallinn  | Estonia | Meistriliiga              | 33    | 6      |
| 2009    | Flora Tallinn  | Estonia | Meistriliiga              | 28    | 8      |
| 2010    | Syrianska FC   | Szwecja | Superettan                | 29    | 4      |
| 2010/11 | Nea Salamina   | Cypr    | Protathlima A’ Kategorias | 14    | 2      |
| 2011/12 | Nea Salamina   | Cypr    | Protathlima A’ Kategorias | 13    | 0      |
| 2012/13 | Panachaiki GE  | Grecja  | Futbol Liuk               | 8     | 0      |
| 2013    | Sillamäe Kalev | Estonia | Meistriliiga              | 32    | 6      |

## Kariera reprezentacyjna
W reprezentacji Estonii Vunk zadebiutował 27 lutego 2008 roku w przegranym 0:2 towarzyskim meczu z Polską. W swojej karierze grał już w eliminacjach do MŚ 2010 i walczył o awans w eliminacjach Euro 2012.